# Carcavelos
Carcavelos (portugiesische Aussprache: kɐɾkɐˈvɛluʃ) war bis 2013 eine portugiesische Gemeinde westlich der Hauptstadt Lissabon. Schutzpatronin der Gemeinde ist  Nossa Senhora dos Remédios (port. für: Unsere Liebe Frau vom Heil).
Bekannt ist der Ort für den Carcavelos-Wein.
Am 29. September 2013 wurden die Gemeinden Carcavelos und Parede zur neuen Gemeinde União das Freguesias de Carcavelos e Parede zusammengeschlossen. Carcavelos ist Sitz dieser neu gebildeten Gemeinde.

## Geschichte
Die Anta von Carcavelos in der Nähe des Dorfes ist ein Dolmen aus der Kupfersteinzeit.
Carcavelos wurde, bis zur Erhebung des benachbarten Ortes Oeiras im Jahr 1760, als Kleinstadt (Vila) geführt. Danach wurde der Ort bis 1898 Teil des Kreises von Oeiras, seit 1898 gehört die Gemeinde zu Cascais.
Es verlor den Titel Vila, obwohl das Dorf als Sitz der Gemeinde bereits dicht besiedelt war. Im Kreis von Cascais gibt es heute nur zwei Vilas: Cascais und Parede.
1870 wurde mit den ersten beiden Seekabeln der Telegrafenleitung nach Porthcurno eine für das Britische Empire wichtige Informationsverbindung geschaffen.
Der Name des alten und bekannten Qualitätslikörwein, dem Vinho de Carcavelos (ein Vinho generoso), leitet sich von der Gemeinde ab, dessen região demarcada (dt.: Demarkationsregion) das kleinste innerhalb Portugals ist und neben dem ersten demarkierten Gebiet der Welt, dem Alto Douro, eines der ältesten weltweit.
Der Ort gehört, bedingt durch seinen Strand, der einer der größten der Umgebung ist, zu den am häufigsten von der Linha de Cascais angefahrenen Orten. Dadurch soll sich auch die Gefahr durch Kleinkriminalität in den letzten Jahren erhöht haben. Als Beispiel hierfür wird vor allem der im Jahr 2005 aufgetretene „arrastão“ (dt.: Schleppnetz, einem Raubüberfall von etwa 500 Mitgliedern von Jugendbanden) am Strand der Gemeinde angeführt, der an ähnliche Überfälle an der Copacabana (Brasilien) erinnerte. Der auch in der internationalen Presse verbreitete Überfall stellte sich jedoch später als eine Fehlmeldung heraus. Jugendliche afrikanischer, brasilianischer und osteuropäischer Herkunft sollen für Unruhe am Strand gesorgt haben, jedoch traten mit Erscheinen der herbeigerufenen Polizeikräfte keine weiteren Handgreiflichkeiten auf, zudem sind den Beamten keine Diebstähle oder Raube gemeldet worden.

## Bauwerke
- Igreja de Nossa Senhora dos Remédios Renaissance-Kirche im manieristischen Stil
- Fonte de São João oder Cantinho de São João

## Verwaltung
Carcavelos ist ein Ort und eine ehemalige Gemeinde (Freguesia) des Kreises (Concelho) von Cascais im Distrikt Lissabon. Auf 4,5. km² leben 23.028 Einwohner (Stand 30. Juni 2011). Die Bevölkerungsdichte beträgt 5106 Einwohner pro km².
Folgende Ortschaften liegen in der Gemeinde:

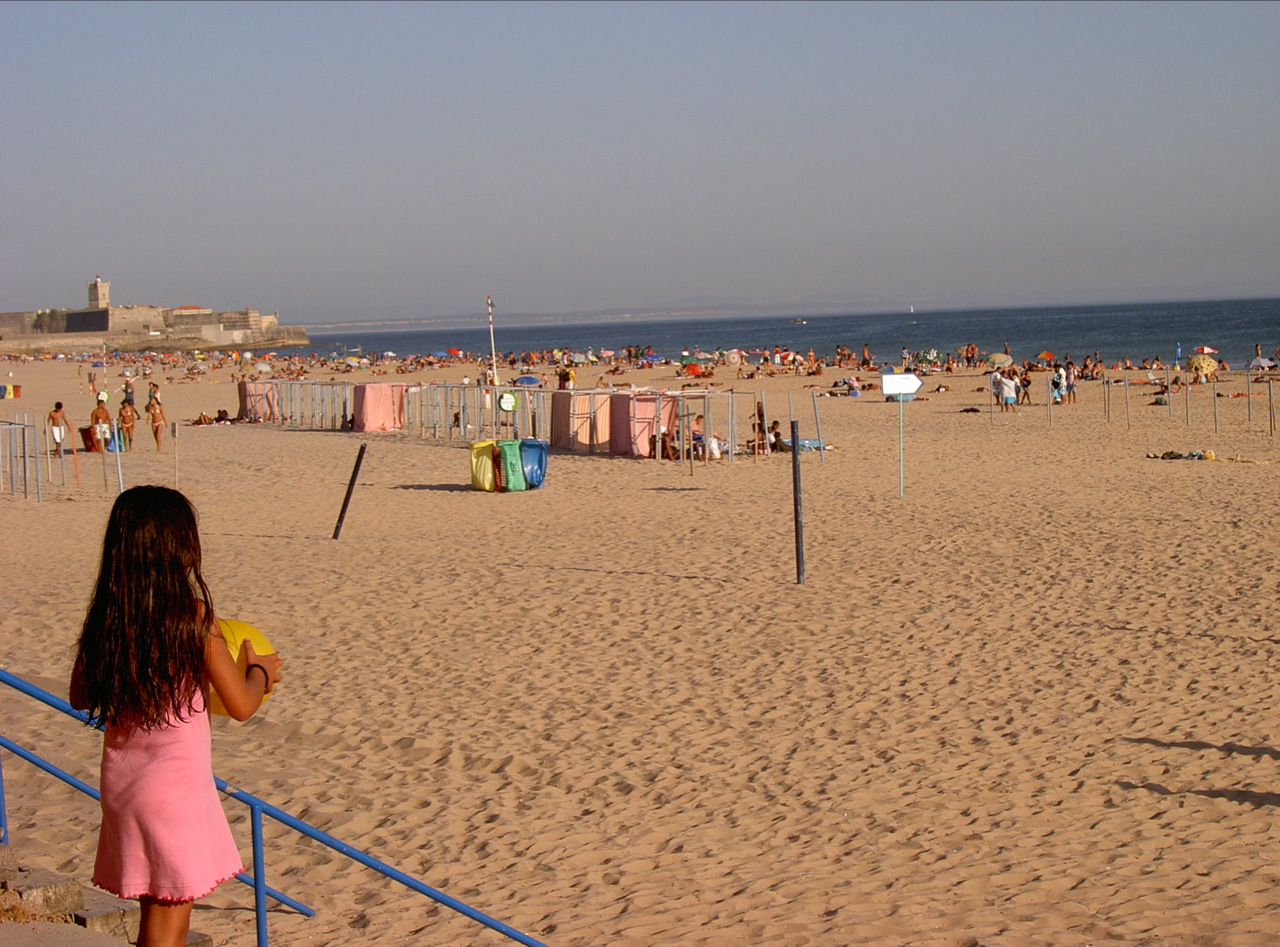
Strand von Carcavelos

- Arneiro
- Carcavelos
- Junqueiro
- Quinta dos Lombos - Sul und Norte
- Quinta da Alagoa
- São Miguel das Encostas
- Sassoeiros
- Rebelva (teilweise)
- Quinta de S. Gonçalo

## Freizeit
- Praia de Carcavelos, bekannt um Bodyboard und Wellenreiten zu trainieren.